# Ätolien-Akarnanien
Ätolien-Akarnanien (griechisch Περιφερειακή Ενότητα Αιτωλοακαρνανίας Periferiakí Enótita Etoloakarnanías) ist einer der drei Regionalbezirke der griechischen Region Westgriechenland. Er wurde bald nach der Unabhängigkeit Griechenlands 1833 als Präfektur eingerichtet, verlor diesen Status jedoch 2011 durch die griechische Verwaltungsreform. Abgesehen von der Sitzzuteilung im Regionalrat hat das Gebiet keine politische Bedeutung mehr. Hauptort ist die Stadt Messolongi. Bezogen auf ihre Fläche war Ätolien-Akarnanien 2010 die größte Präfektur Griechenlands.

## Geographie
Ätolien-Akarnanien liegt im Südwesten des griechischen Festlandes. Nach Westen hin wird sie durch die Küstenlinie des Ionischen Meeres abgegrenzt. Nach Norden bildet im westlichen Teil der Ambrakische Golf die Grenze, im östlichen Teil grenzt der Fluss Acheloos zur Region Epirus ab. Im Nordosten grenzt Ätolien-Akarnanien an die Region Thessalien, im Osten an die Region Mittelgriechenland. Der Süden der Präfektur wird durch den Golf von Korinth im östlichen Teil bis Andirrio und im westlichen Teil durch den Golf von Patras ab Andirrio gebildet.
Das Gebiet ist landschaftlich sehr vielfältig. Im Südwesten dominiert die Mündung des Acheloos mit einem Delta die Landschaft durch weite Ebenen mit Lagunen; die berühmteste, wenn auch nicht direkt am Acheloos gelegen, ist die Lagune von Mesolongi. Der Acheloos und dessen Verlauf in das Landesinnere markierten in der Antike und auch heutzutage die Grenze der Landschaft Ätolien (Süden und Osten) zur Landschaft Akarnanien (Westen und Norden). Der Acheloos schlängelt sich in Mäandern von Agrinio am Fuße des Panetoliko-Massivs im Osten der Präfektur zu seiner Mündung in das Ionische Meer bei Iniades in südwestlicher Richtung. Nördlich des Acheloos am Nordrand seiner Deltamündung erheben sich die akarnanischen Berge. Diese Höhenzüge grenzen die Ebene des Acheloos von der südlichen Küste des ambrakischen Golfs ab. In sehr geringer Entfernung zum Festland befindet sich vor der Westküste die ionische Insel Lefkada. Die Südküste des ambrakischen Golf ist durch die Nordausläufer der ambrakischen Berge hügelig. Die bedeutendste Siedlung dieses Gebietes ist Vonitsa am Ambrakischen Golf.
An der Südostspitze des Ambrakischen Golfs in der Bucht von Amfilochia findet sich die Kleinstadt Amfilochia. Sie markiert in einer gedanklichen West-Ost-Linie den Beginn des nördlichen Teils der Präfektur in der Landschaft Akarnanien. Die westlichen Ausläufer des Pindos-Gebirges reichen hier bis an die Ostküste des ambrakischen Golfs heran. Die Nordgrenze der Präfektur ist wieder eine Ebene, welche vom Verlauf eines Flusses dominiert wird. Hier ist es der Arachthos, welcher aus Nordosten von Arta her kommend die Grenze zwischen Ätolien-Akarnanien und Epirus bildet.
Der Osten wird neben den Ausläufern des Pindos-Massivs durch die Kette von Stauseen am Acheloos bestimmt. Während der am höchsten gelegene Kremasta-Stausee lediglich an die Präfektur Ätolien-Akarnanien angrenzte, befindet sich der Kastraki-Stausee sowie der Stratos-Stausee vollständig auf dem Gebiet von Ätolien-Akarnanien. Nach Südosten hin grenzt das Panetoliko-Massiv die Ebene von Ätolien ab, die vom größten See Griechenlands maßgeblich bestimmt wird: dem Trichonida-See. Nördlich des westlichen Endes des Trichonida-Sees findet sich die größte Stadt Ätolien-Akarnaniens: Agrinio. Benachbart ist der Lysimachia-See. Südlich hiervon beginnt die Lagune von Etoliko mit der gleichnamigen Stadt. Sie geht in die Lagune von Mesolongi über.
Der Südosten des Gebiets wird in seinem Norden von der sich nach Osten in die Berge hinein erstreckenden Ebene mitsamt dem Trichomida-See im nördlichen Teil bestimmt. Weiter südöstlich trennten die Nafpaktia-Berge die Ebene des Trichonida-Sees von der Küste des Golf von Patras. Das Kap Andirrio trennt mit dem Kap Rio und der daraus gebildeten Meerenge von Rio-Andirrio den Golf von Patras im Westen vom Golf von Korinth im Osten ab. Die Nafpaktia-Berge ziehen nach Osten an diesem Kap vorbei und rahmen die Stadt Nafpaktos an der Nordküste des westlichen Golf von Korinth ein. Die Berge Nafpaktias werden von der ätolischen Ebene um Messolongi vom Fluss Evinos getrennt bzw. im Oberlauf durchschnitten. Nach Osten hin gehen die Berge Nafpaktias in die Berge von Fokida und weiter in die südlichen Ausläufer des Pindos-Massivs über.

## Geschichte
Im griechischen Altertum waren Ätolien und Akarnanien zwei politisch getrennte Regionen. Im 2. Jahrhundert v. Chr. fiel das Gebiet des heutigen Ätolien-Akarnanien wie ganz Griechenland an das Römische Reich und in der Spätantike an das Oströmische bzw. Byzantinische Reich. Um 1480 wurde es von den Osmanen erobert und als der Sandschak Karli-Eli („Land des Karl“) eingerichtet. Dieser Sandschak gehörte administrativ zuerst zum Rumelia Eyâlet, einer der Großprovinzen (Eyâlet) des  Osmanischen Reichs, und ab etwa 1550 zum Eyâlet des Archipelagos. Der Sitz des Statthalters oder Sandschak-Bei befand sich bis ins späte 17. Jahrhundert in Angelokastron, als dieses im Moreakrieg von den Venezianern verwüstet wurde. Danach wurde die Hauptstadt ins nahegelegene Vrachori verlegt.
Nach der Griechischen Revolution wurde Ätolien-Akarnanien 1833 eine Präfektur des vom Osmanischen Reich unabhängig gewordenen Königreichs Griechenland. Die Präfektur umfasste damals auch Evrytania und war die zweitgrößte in Griechenland. Evrytania wurde 1948 von der Präfektur abgetrennt. Im 20. Jahrhundert wurde der Fährverkehr zwischen der Präfektur und der Gemeinde Rio auf der Nord-Peloponnes aufgenommen und in den 1950er und 1960er Jahren auf den Transport von Fahrzeugen ausgedehnt. Nach massiven Zerstörungen im Zweiten Weltkrieg und im Griechischen Bürgerkrieg mussten zahlreiche Gebäude saniert werden. In den 1960er Jahren fand der Bau einer Zugbrücke zur Insel Lefkada statt. Der Anfang der 1970er Jahre zur Erzeugung von Wasserkraft fertiggestellte erste Stausee der Präfektur wurde durch den Acheloos-Staudamm über dem Acheloos geschaffen. Im Rahmen dieses Baus erfolgte die Verlegung mehrerer Dörfer. Der Stratos-Wasserkraftdamm und ein weiterer Damm kamen in den 1980er Jahren hinzu. 2011 verlor Ätolien-Akarnanien den Status einer Präfektur.

## Gliederung
| Gemeinde                          | griechischer Name                                             | Code | Fläche (km²) | Einwohner 2011 | Einwohner 2021 | Sitz       | Gemeindebezirke                                                                                             | Lage |
| --------------------------------- | ------------------------------------------------------------- | ---- | ------------ | -------------- | -------------- | ---------- | --- | ---- |
| Mesolongi                         | Δήμος Ιεράς Πόλης Μεσολογγίου (Dímos Ierás Pólis Mesolongíou) | 3801 | 0638,000     | 34.416         | 32.048         | Mesolongi  | Etoliko, Iniades, Mesolongi                                                                                 |      |
| Agrinio                           | Δήμος Αγρινίου (Dímos Agriníou)                               | 3802 | 1232,193     | 94.181         | 89.691         | Agrinio    | Agrinio, Angelokastro, Arakynthos, Makrynia, Neapoli, Panetoliko, Paravola, Parakambylia, Stratos, Thestiis |      |
| Aktio-Vonitsa                     | Δήμος Ακτίου-Βόνιτσας (Dímos Aktíou-Vónitsas)                 | 3803 | 0659,372     | 17.370         | 14.644         | Vonitsa    | Medeon, Paleros, Vonitsa-Anaktorio                                                                          |      |
| Amfilochia                        | Δήμος Αμφιλοχίας (Dímos Amfilochías)                          | 3804 | 1090,889     | 17.056         | 14.979         | Amfilochia | Amfilochia, Inachos, Menidi                                                                                 |      |
| Thermo                            | Δήμος Θέρμου (Dímos Thérmou)                                  | 3805 | 0334,56      | 08.242         | 05.712         | Thermo     | Thermo |      |
| Nafpaktia                         | Δήμος Ναυπακτίας (Dímos Nafpaktías)                           | 3806 | 0876,912     | 27.800         | 25.065         | Nafpaktos  | Andirrio, Apodotia, Chalkia, Nafpaktos, Platanos, Pyllini                                                   |      |
| Xiromero                          | Δήμος Ξηρομέρου (Dímos Xiromérou)                             | 3807 | 0590,737     | 11.737         | 10.206         | Astakos    | Alyzia, Astakos, Fities                                                                                     |      |
| Regionalbezirk Ätolien-Akarnanien | Regionalbezirk Ätolien-Akarnanien                             | 38   | 5.422,663    | 210.802        | 192.345        |            | |      |